# Andreas Oksche
Andreas Oksche (* 27. Juli 1926 in Riga; † 23. Januar 2017 in Gießen) war ein deutscher Anatom und Neurowissenschaftler und von 1964 bis 1994 Professor der Justus-Liebig-Universität Gießen.

## Leben
Oksche kam 1944 über Bayern nach Hessen. 1952 beendete er sein Studium der Medizin an der Philipps-Universität Marburg und promovierte bei Alfred Benninghoff mit einer Arbeit über den Feinbau und die Funktion des Organon frontale des Grasfrosches. Mit einem Stipendium des Deutschen Akademischen Austauschdienstes (DAAD) arbeitete Oksche bei Ernst und Berta Scharrer am Albert Einstein College of Medicine in New York City. 1960 habilitierte er sich in Marburg mit der Arbeit Die Beteiligung der Neuroglia an sekretorischen Leistungen und Stoffwechselvorgängen des ZNS unter besonderer Berücksichtigung des Subkommissuralorgans. Anschließend arbeitete Oksche bei Wolfgang Bargmann an der Universität Kiel, bevor er 1964 Ordinarius für Anatomie an der Universität Gießen wurde. 1994 wurde Oksche emeritiert.

## Wirken
Oksche gehörte zu den Pionieren der Neuroendokrinologie im deutschen Sprachraum. Er verfeinerte die Strukturaufklärung der neurosekretorischen Zellen der Epiphyse, des Hypothalamus und des Subkommissuralorgans mittels Elektronenmikroskopie. Auf der Suche nach den zentralnervösen Steuerungsmechanismen der inneren Uhr fand Oksche Photorezeptoren in Zellen des Pinealorgans von Amphibien, Reptilien und Vögeln und nannte diese Zellen photoneuroendokrine Zellen.
Oksche gehörte zu den Herausgebern der wissenschaftlichen Fachzeitschrift Cell and Tissue Research, die englischsprachige Nachfolgerin der deutschsprachigen Zeitschrift für Zellforschung und mikroskopische Anatomie.
Außerdem war er Mitglied des wissenschaftlichen Beirats des Deutschen Primatenzentrums in Göttingen und von 1992 bis 1998 Senator für Anatomie der Leopoldina.

## Auszeichnungen (Auswahl)
- 1973: Mitglied der Leopoldina[2]
- 1995: Jacob-Henle-Medaille[3]
- 2003: Cothenius-Medaille[4]
- 2010: Von Behring-Röntgen-Forschungsmedaille[5]